# Odescalchi

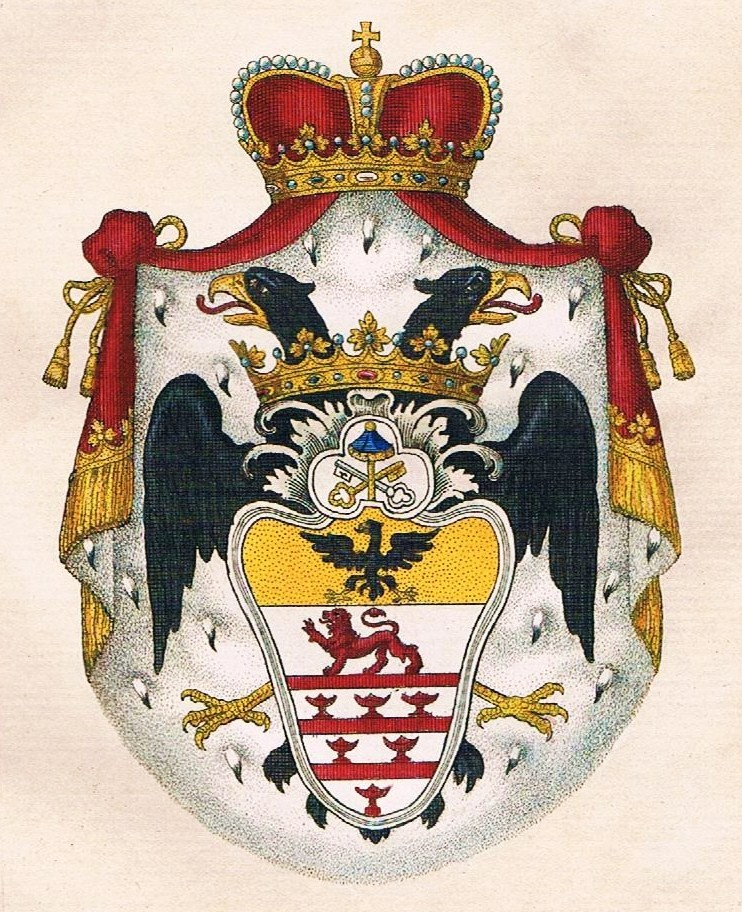
Wappen der Fürsten von Odeschalchi

Die Odescalchi sind eine Familie des italienischen Adels, die im 16. und 17. Jahrhundert zu beträchtlichem Reichtum und durch Papst Innozenz XI. zu politischer Bedeutung gelangte. Sie zählt bis heute zum päpstlichen Adel wie auch zum europäischen Hochadel.

## Geschichte
Die Familie ist ab der Mitte des 14. Jahrhunderts in Como nachweisbar. Als dem gehobenen Mittelstand ihrer Zeit zugehörige Familie engagierte sie sich im Handel, besonders seit dem 15. Jahrhundert im Textilbereich. Ins 16. Jahrhundert fällt die Gründung eines Familienzweigs in Rom, ebenfalls in dieser Zeit tauchen die Odelscalchi in milanesischen Hofämtern auf, wofür ein Adelsnachweis erforderlich war. Der weit verzweigte Familienclan sicherte sich seine wirtschaftliche Basis später zunehmend durch Bankgeschäfte und Grundbesitzerwerb, was ihn zu Beginn des 17. Jahrhunderts zu einer der reichsten Familien Italiens werden ließ.

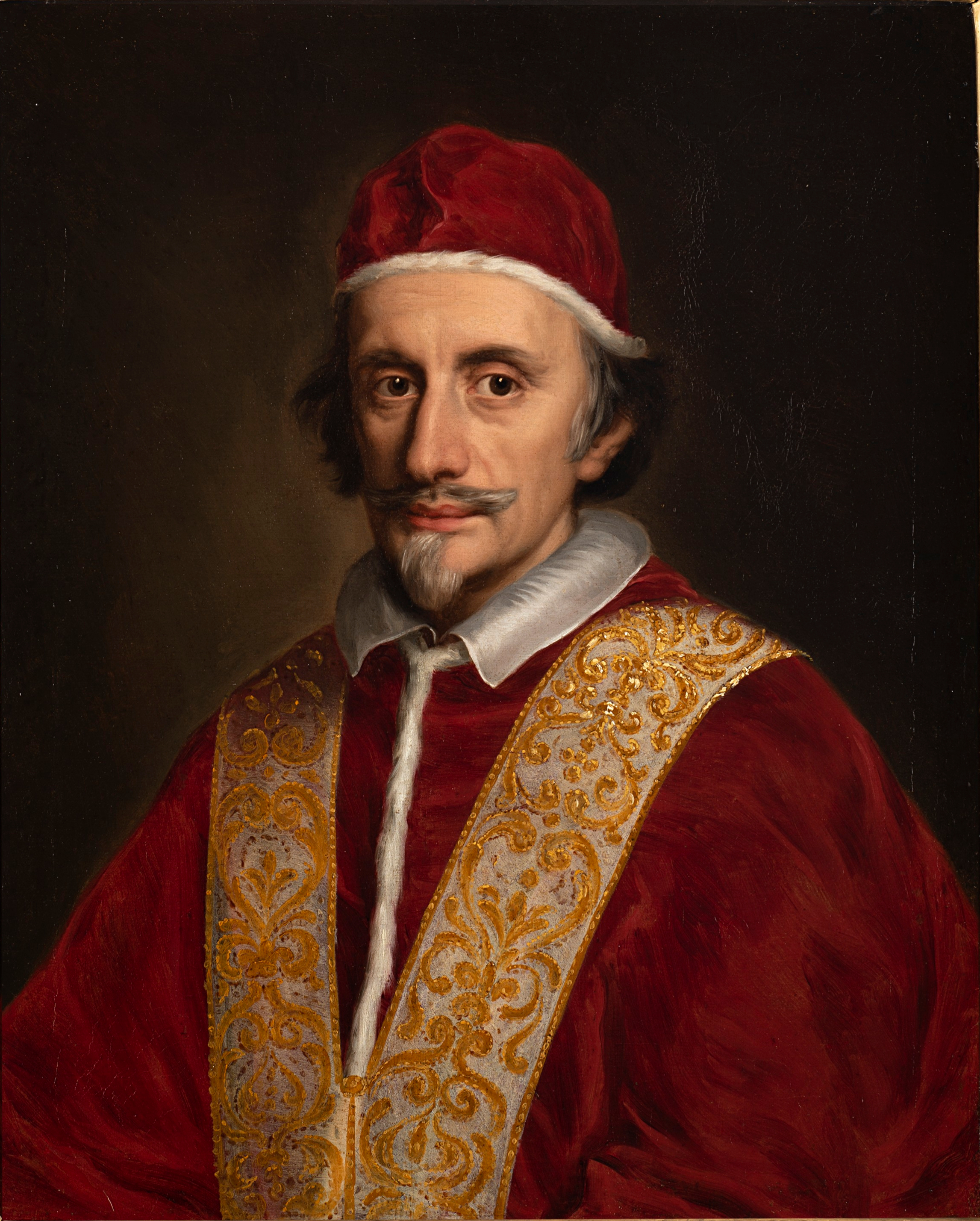
Papst Innozenz XI., Benedetto Odescalchi (1611–1689), von Jacob Ferdinand Voet

Zur Erhaltung des Reichtums (bzw. zu dessen Zusammenhalt) mussten immer mehr männliche Familienmitglieder die Laufbahn eines Klerikers einschlagen. Aus einer eher weniger betuchten Seitenlinie stammte Benedetto Odescalchi (1611–1689), der ab 1676 als Papst Innozenz XI. Bischof von Rom wurde und dessen Pontifikat sich durch eine rigorose Sparpolitik und die Eindämmung des zu seiner Zeit ausufernden Nepotismus auszeichnet. Innozenz XI. gilt heute als der bedeutendste Papst des 17. Jahrhunderts.
Benedettos Neffe Livio Odescalchi (~1652–1713), dem sein Onkel zwar den Kardinalshut verweigerte, ihn aber zum Herzog von Ceri (südlich von Bracciano) erhob, häufte ein immens großes Vermögen an, machte sich auch einen Namen als Antikensammler und sicherte der Familie einen Platz im römischen Hochadel. Ähnlich stiegen die Aldobrandini und die Barberini, beide aus Florenz, sowie die Chigi aus Siena als norditalienische Kaufmannsfamilien in den römischen Hochadel auf, indem sie Päpste stellten.
1697 wurde Livio Odescalchi als einer von acht Kandidaten für den polnischen Thron ins Spiel gebracht, den schließlich August der Starke gewann. Nach Livios Teilnahme an der Abwehr der Zweiten Wiener Türkenbelagerung wurde er von Kaiser Leopold I. zum Reichsfürsten sowie zum Herzog von Syrmien und Sava erhoben. In diesen, damals zum Königreich Ungarn gehörenden Gebieten wurde er mit Gütern belehnt.
Livio Odescalchi war allerdings der Letzte der Älteren Linie, aus der der Papst stammte (eine Jüngere in Como erlosch erst 1852). Aus der Verbindung von Livios Schwester Lucrezia mit Alessandro Erba ging die Familie Erba-Odescalchi hervor. Um seine Linie fortzuführen, adoptierte der Papst Lucrezias Sohn Antonio Maria Erba (1624–1694) und erhob ihn 1684 zum Marchese di Mondonico. Antonios Marias älterer Sohn Alessandro Erba-Odescalchi (1677–1757) führte die Linie der Marchesi di Mondonico fort, die 1919 erlosch, während der jüngere, Baldassarre (1683–1746) im Jahr 1714 zum Principe Odescalchi erhoben wurde und die bis heute blühende fürstliche Linie begründete. Ihr gehören bis heute der Palazzo Odescalchi in Rom, das Castello Odescalchi in Bracciano (Privatmuseum mit reichen Sammlungen), das Castello Odescalchi in Palo bei Ladispoli (seit 1780) und das Castello di Santa Marinella (seit 1887). Heutiges Familienoberhaupt ist Principe Don Carlo Odescalchi, 11. Principe Odescalchi, 11. Duca di Bracciano, 11. Duca di Sirmio, Principe di Bassano, 10. Reichsfürst, Grande von Spanien (* 1954), wohnhaft in Rom und Santa Marinella.

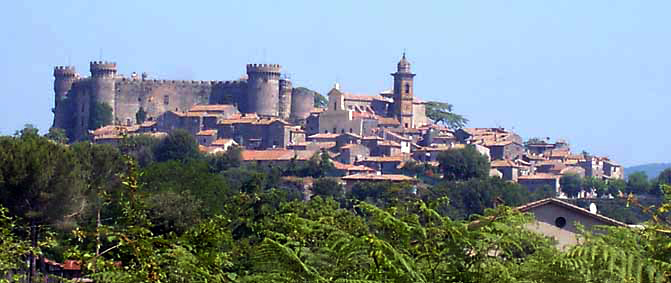
Das Castello Orsini-Odescalchi über der Stadt Bracciano
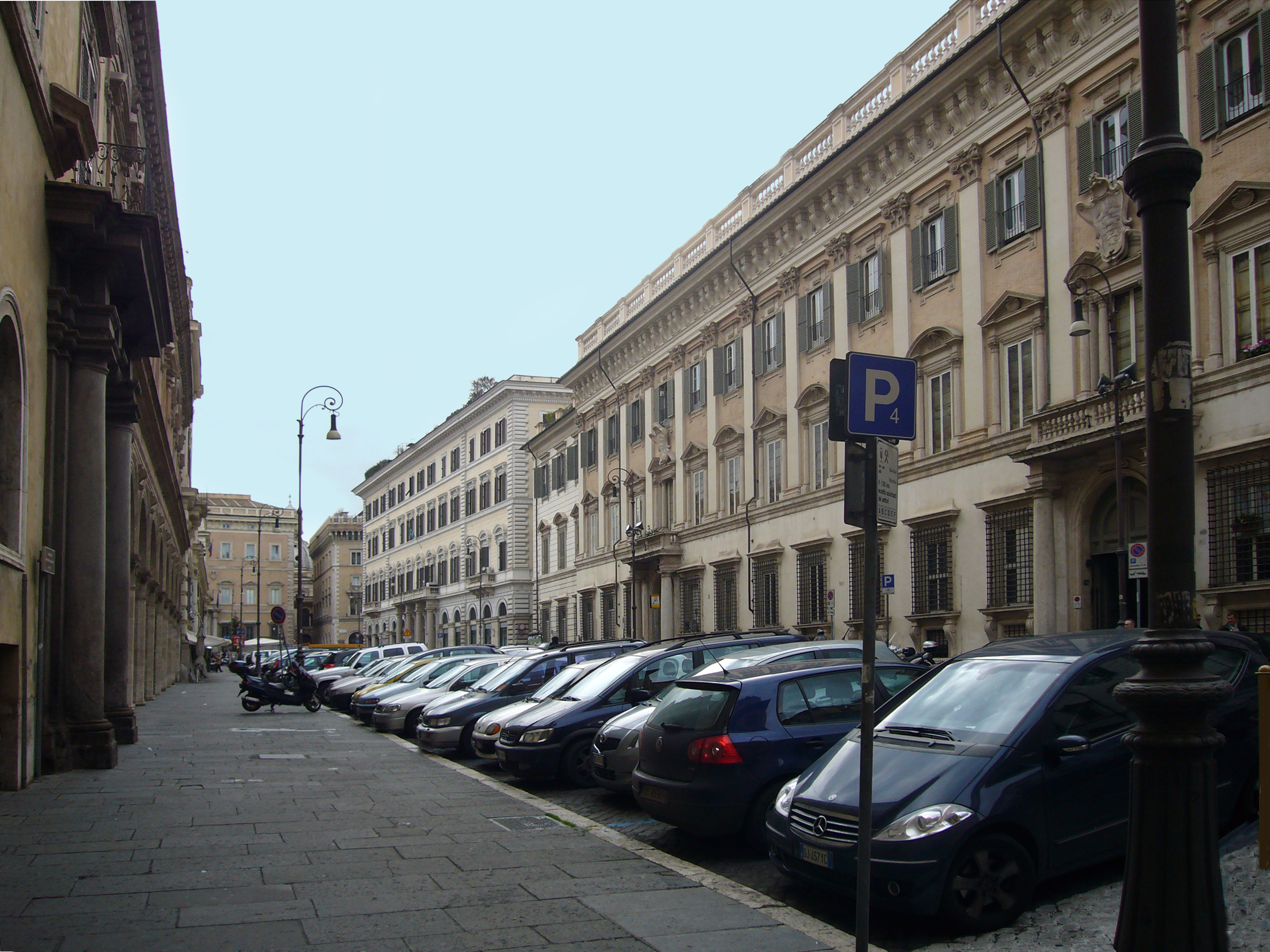
Palazzo Odescalchi in Rom (rechts)
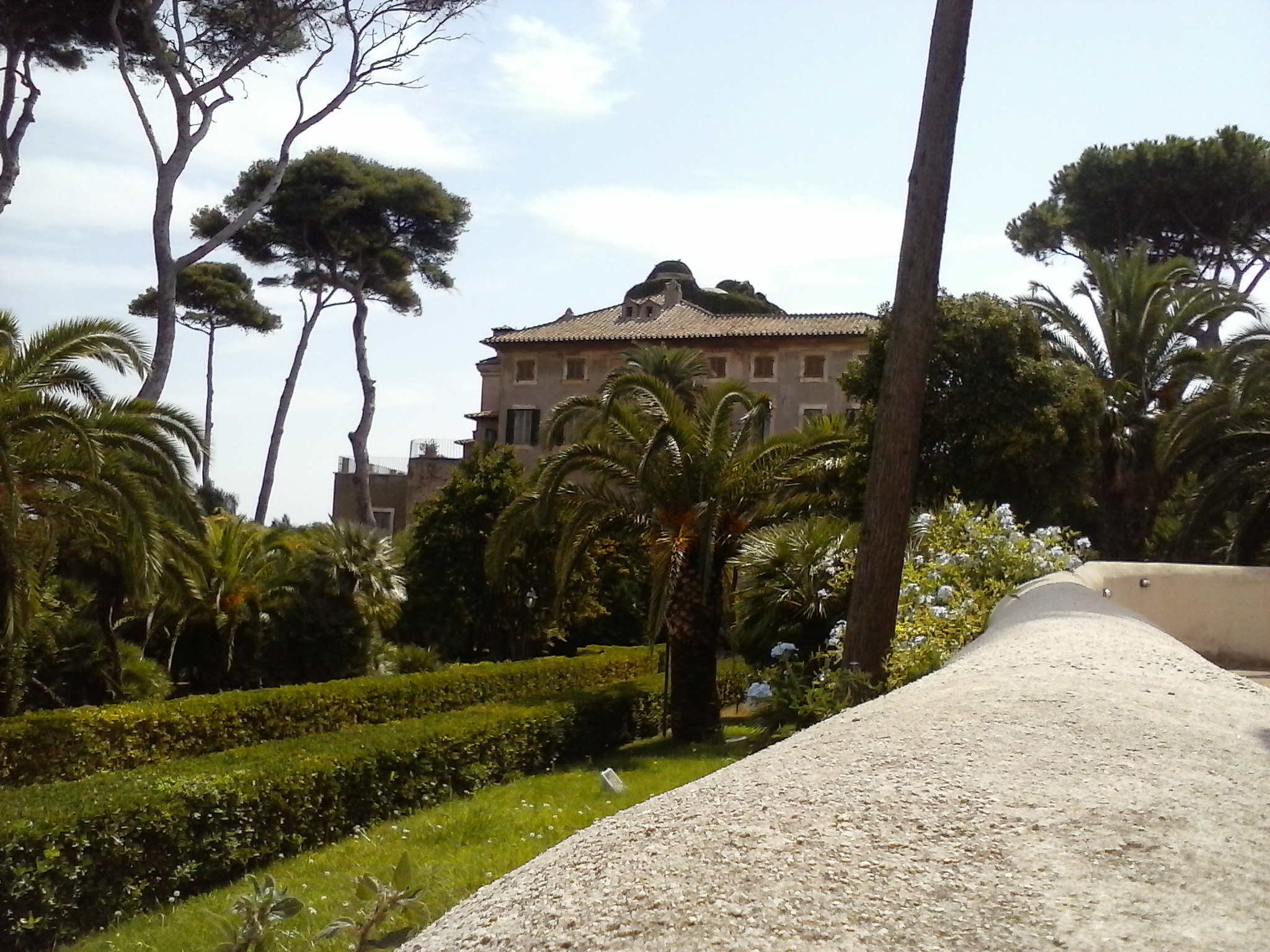
Schloss Santa Marinella

Fürst Innocenzo (1778–1833) war während der napoleonischen Besetzung Italiens nach Ungarn geflüchtet. Er teilte später den Familienbesitz unter seinen Söhnen auf: Während der Ältere, Fürst Livio (1805–1885), die Güter im Kirchenstaat erbte, wurde der Jüngere, Prinz August (1808–1848), in Österreich-Ungarn naturalisiert und erhielt die dortigen Besitzungen (u. a. Solčany, Skýcov sowie Palais in Bratislava und Budapest). Der ungarische Zweig erbte 1918 von den Grafen Pálffy auch das Wiener Palais Odescalchi, verkaufte es aber 1966. 1945 in Ungarn bzw. der Tschechoslowakei enteignet, gingen die Nachkommen nach England, in die USA und nach Österreich.

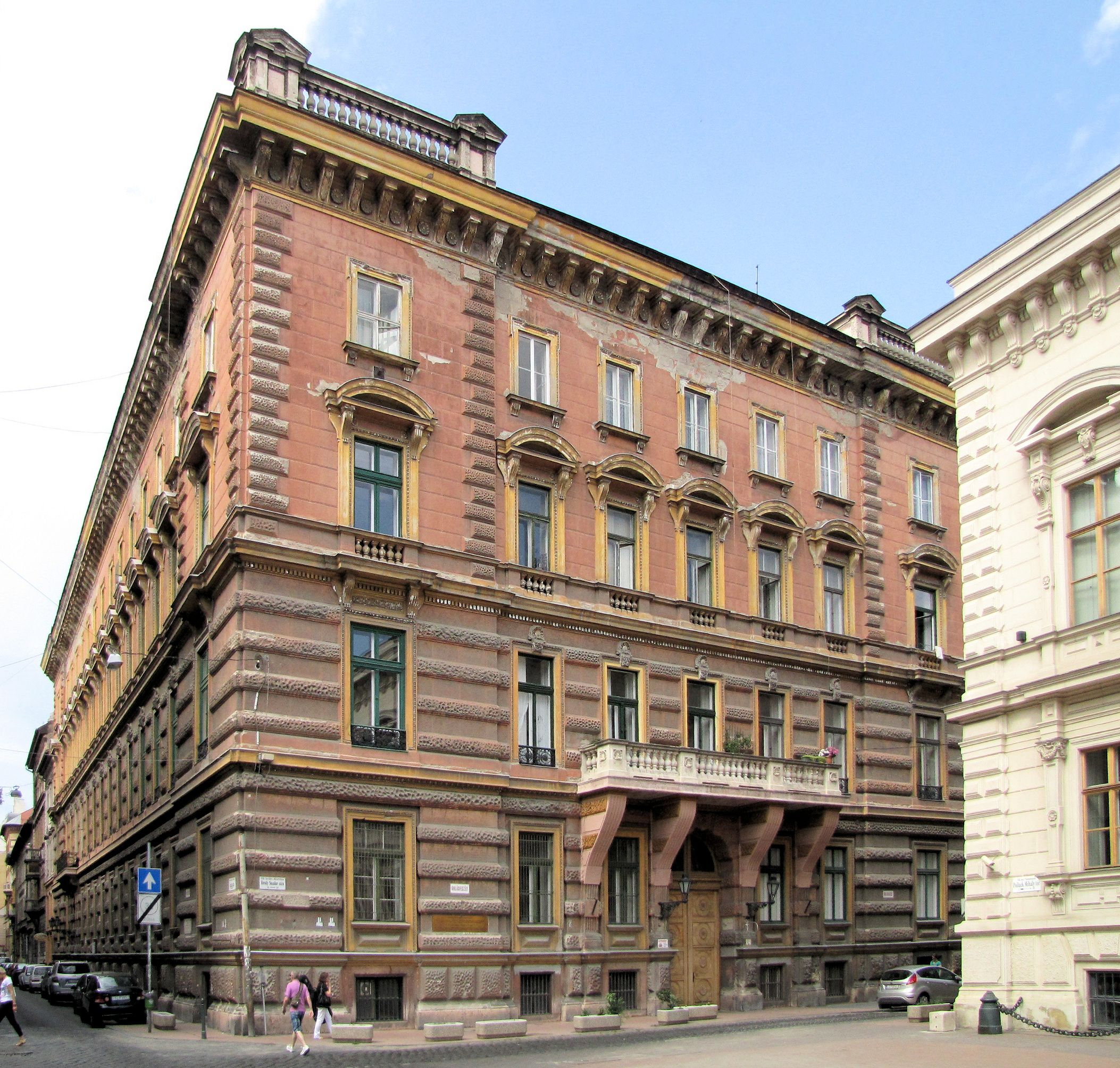
Palazzo Odescalchi in Budapest
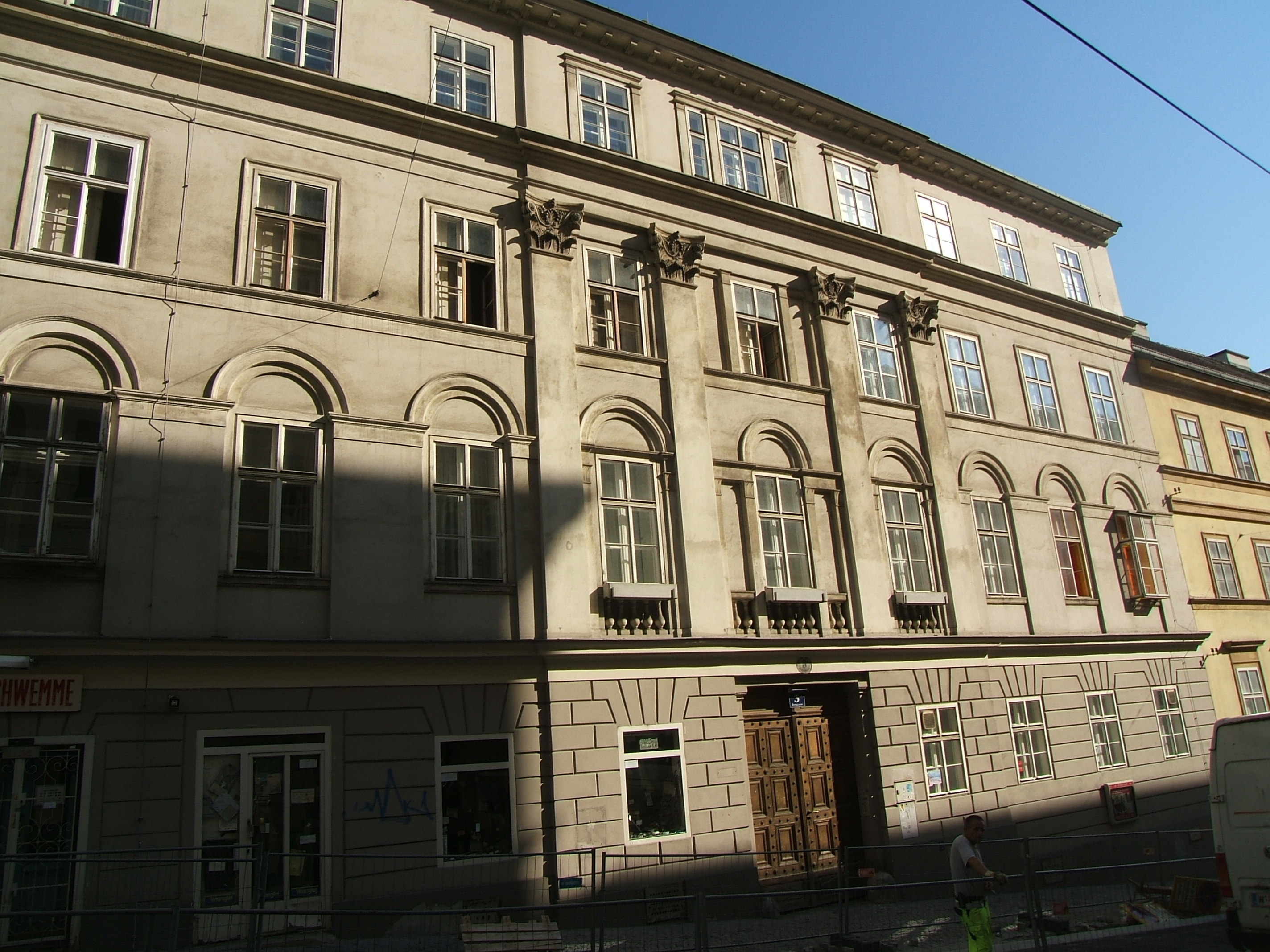
Palazzo Odescalchi in Wien

## Namensträger
- Giorgio Odescalchi (1564–1620), Bischof von Alessandria (1596–1610) und Vigevano (1610–1620), seliggesprochen
- Benedetto Odescalchi (1611–1689), seit 1676 Papst Innozenz XI.
- Giulio Maria Odescalchi (? – 1666), seit 1656 Bischof von Novara, Bruder des späteren Papstes
- Livio Odescalchi (~1652–1713), Papstneffe und Feldherr
- Benedetto Erba Odescalchi (1679–1740), Kardinal, Großneffe Innozenz’ XI., 1712–36 Erzbischof von Mailand
- Antonio Maria Erba Odescalchi (1712–1762), Kardinal
- Carlo Odescalchi (1785–1841), Jesuit, Kardinal, u. a. Erzbischof von Ferrara (1823–26), dann Kurienkardinal
- Pietro Odescalchi (1789–1856), Präsident der Päpstlichen Akademie für Archäologie und der Accademia Nazionale dei Lincei
- Baldassare Ladislao Odescalchi (1844–1909), 6. Fürst, italienischer Politiker und Abgeordneter, Gründer des Badeorts Ladispoli bei Rom

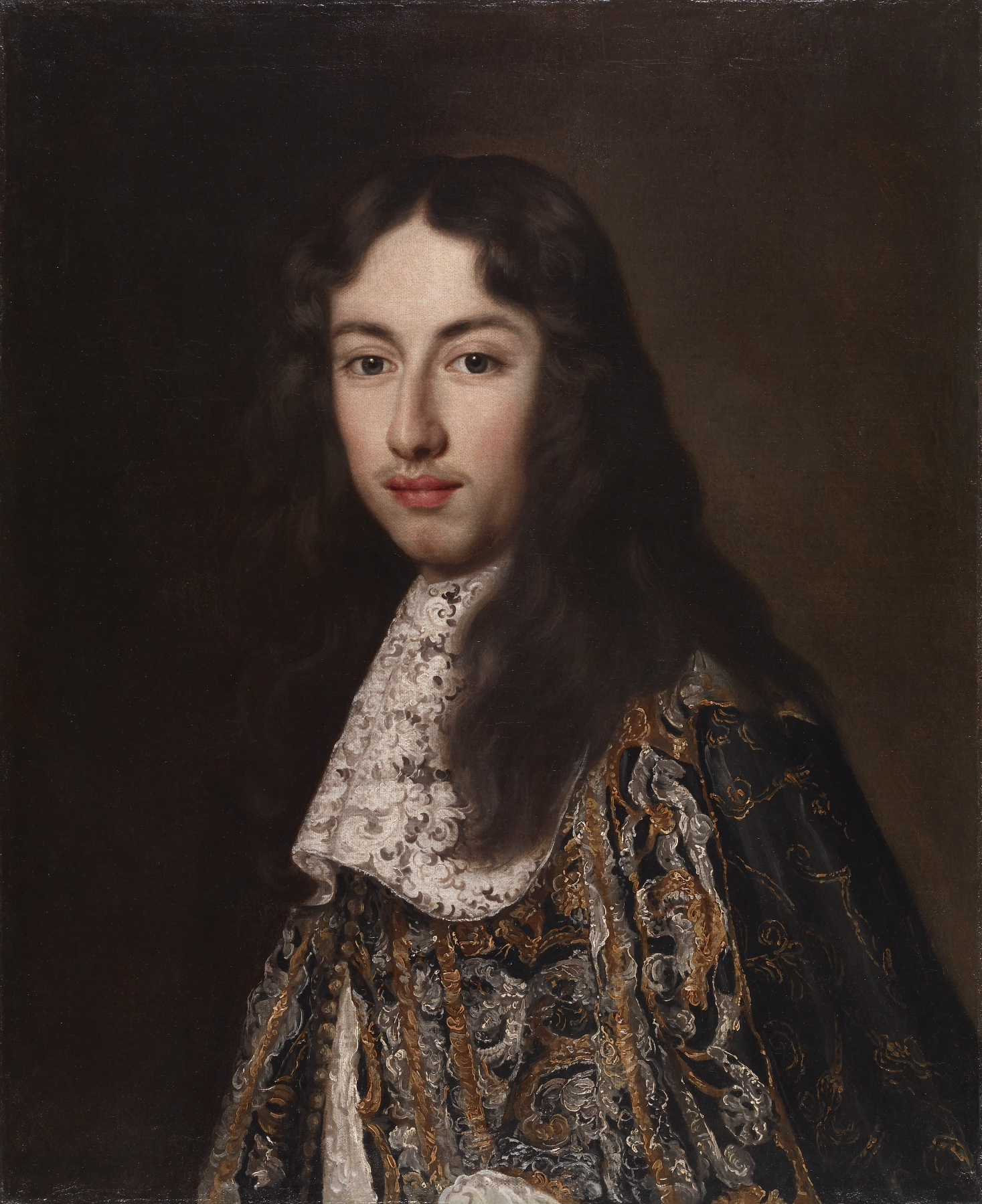
Livio Odescalchi (~1652–1713)
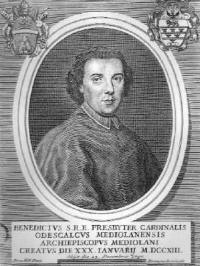
Benedetto Erba Odescalchi (1679–1740), Kardinal, Erzbischof von Mailand
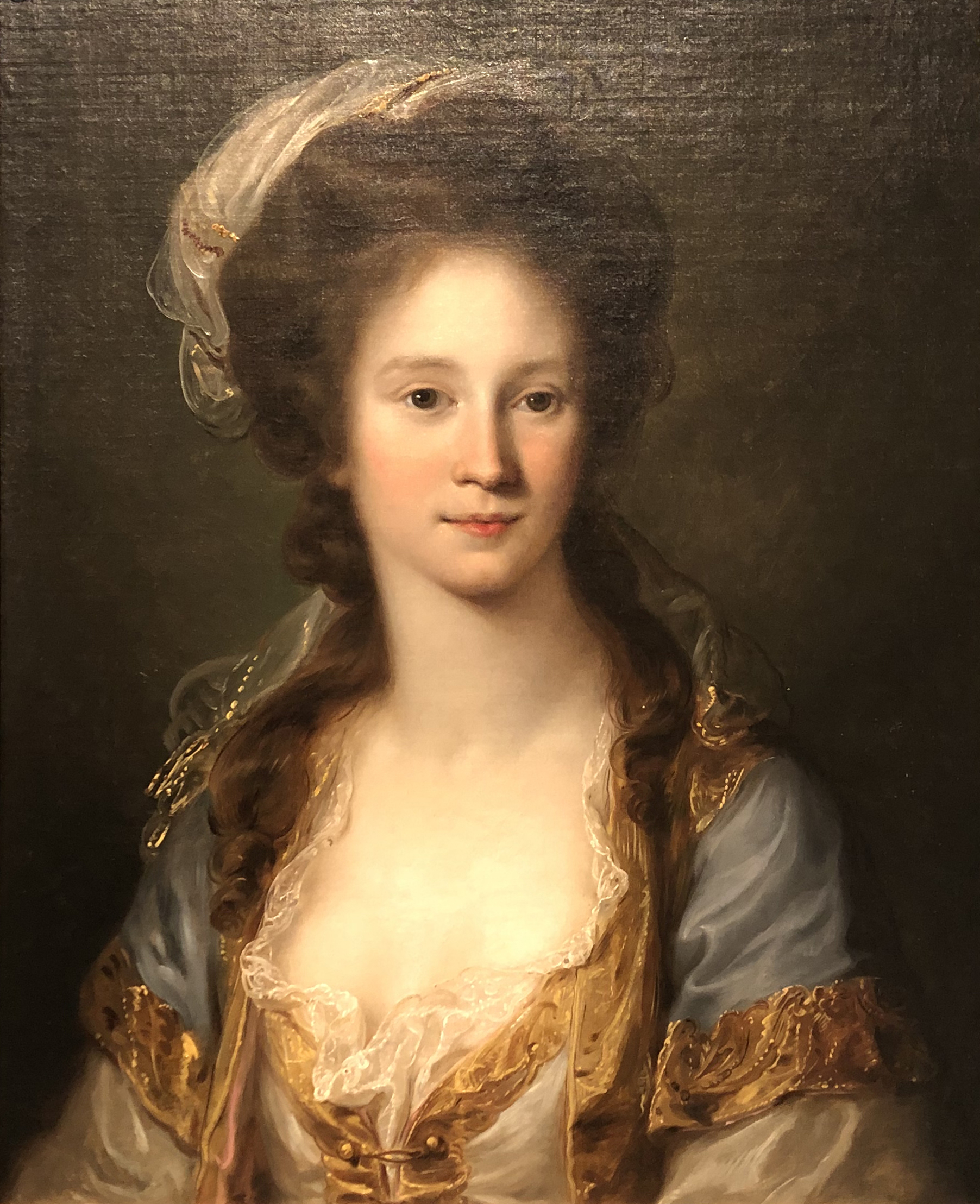
Caterina Odescalchi (1765–1839), Herzogin von Bracciano, Sirmio und Ceri, Angelika Kauffmann (1783)

Die Odescalchi gehören, neben den Borghese und ihrer Seitenlinie Aldobrandini sowie den Familien Barberini, Caetani, Chigi, Colonna, Doria Pamphilj, Lante della Rovere, Massimo, Orsini, Pallavicini, Riario Sforza, Ruspoli und Torlonia zu den bekanntesten Fürstenhäusern des stadtrömischen Hochadels.